# Teodor Gonzàlez i Cabanne
Teodor González i Cabanne (Tortosa, 10 de novembre de 1837 - 19 de febrer de 1910) fou un periodista i polític tortosí.

## Biografia
Fill d'un comerciant tortosí, estudià batxillerat a Tortosa i Castelló de la Plana. Des de 1860 començà a col·laborar a la premsa local, el 1867 fundà el periòdic El Dertosense i el 1868 el quinzenari El Correo del Ebro, alhora que el 1866 esdevé diputat provincial.
El juny de 1868 participà en una reunió de tots els diputats provincials de les quatre províncies catalanes, feta al Palau de la Generalitat i sota la presidència de Dalmases, per aprovar un pla de finançament d'una xarxa de carreteres. Ell actuà com a secretari, junt amb Leandre Ribot, de Manresa i, a més, va rebre l'encàrrec de gestionar a Madrid el finançament de la xarxa, amb èxit. El juny de 1868 passà a ser vocal de la Junta Provincial d'Instrucció Pública. Amb la revolució de 1868 va ser destituït dels seus càrrecs. Amb la restauració borbònica tornà a la política i el 1874 va tenir un plet judicial per la seva participació en uns aldarulls de Tortosa, però fou absolt després del cop d'estat d'Arsenio Martínez Campos. D'aleshores ençà fou un dels principals dirigents del Partit Conservador a les comarques tarragonines, juntament amb Albert Bosch i Fustegueras. Aviat viatja a Madrid, on s'afilià al Círculo Conservador de la ciutat. El maig de 1875 fou nomenat per reial decret diputat provincial.
A les eleccions generals espanyoles de 1876 fou candidat per Tortosa, però fou derrotat pel general Manuel de Salamanca Negrete, amb qui va mantenir alguns enfrontaments personals que provocaren el seu cessament com a diputat provincial. El 1877 fou regidor de l'ajuntament de Tortosa, de la qual serà alcalde de 1879 a 1881. Entre les obres més destacades durant el seu mandat hi hagué l'enderrocament de la muralla, l'eixample i el canal de l'esquerra de l'Ebre.
A les eleccions generals espanyoles de 1884 fou elegit diputat per Tarragona, deixant el districte de Tortosa en mans de Carlos Martín Murga i l'alcaldia de Tortosa al seu germà Josep. Com a diputat, va tenir alguna participació en els temes d'interès de les corporacions catalanes (modus vivendi, Dret Civil), junt amb altres més d'interès local, destacant la seva oposició al projecte ferroviari Val de Zafán-Sant Carles de la Ràpita.
Fou novament elegit diputat a les eleccions generals espanyoles de 1891 pel districte de Tortosa, mentre que el seu germà Juli esdevingué alcalde. El 1893 va aconseguir l'aprovació d'un projecte de llei per substituir el pont de barques de Tortosa per un de ferro. A les eleccions de 1893 va perdre l'escó, que va a parar a mans de Vicente López Puigcerver. Després de mantenir diversos enfrontaments polítics amb Bosch i Fustegueres, aconseguí novament ser elegit diputat per Tortosa a les eleccions generals espanyoles de 1899, i durant la campanya va pronunciar el seu primer discurs en català. El 16 d'abril va patir un atemptat del qual en va sortir il·lès. Es va presentar a les eleccions de 1903, però fou derrotat. Aleshores es va retirar de la política.